# Oorlog van koning Willem
De Oorlog van koning Willem, genoemd naar de Nederlandse en Engelse koning Willem III van Oranje, was de eerste van de vier zogenoemde Franse en Indiaanse oorlogen in Noord-Amerika. De gevechten braken uit na het begin van de Negenjarige Oorlog tussen koninkrijk Frankrijk en de Grote Alliantie in 1689. In Nieuw-England probeerden de Engelsen tevergeefs Quebec te veroveren, terwijl de Fransen de door Engeland bezette kustgebieden aanvielen. De oorlog werd beëindigd met de Vrede van Rijswijk in 1697, maar slechts vijf jaar later brak de oorlog van koningin Anna uit.

## Gerelateerde onderwerpen
- Willem III van Oranje
- Oorlog van koning George
- Franse en Indiaanse oorlog